# Römische Elegien

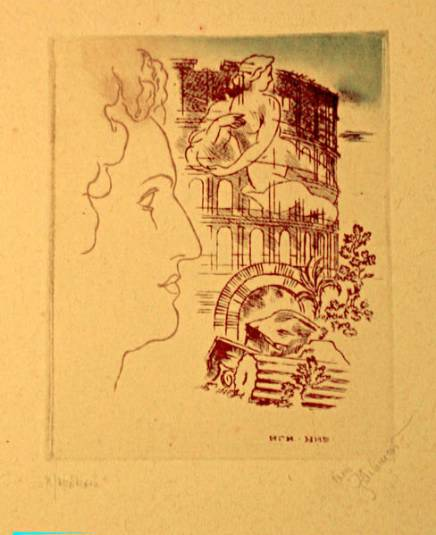
Ignatiy Nivinskiy, 1933

Römische Elegien ist der Titel eines Zyklus von 24 Gedichten von Johann Wolfgang von Goethe. Die Sammelhandschrift trug ursprünglich den Titel „Erotica Romana“. Goethe verfasste sie nach seiner Rückkehr von der Italienischen Reise 1788 bis Ende 1790 und veröffentlichte 1795 zunächst zwanzig davon in Schillers Monatsschrift „Die Horen“. Vier Elegien (die II., die XVI. sowie die zwei „priapischen“ Elegien) hielt Goethe zurück (was Schiller bei der – ursprünglich – zweiten Elegie bedauerte), da sie besonders „rüstige“ Stellen enthielten. Dabei wurde die ursprünglich vierte Elegie an die zweite Stelle versetzt. Goethe überarbeitete die 20 verbliebenen in metrischer Hinsicht für die Ausgabe des Jahres 1800 mit Hilfe von August Wilhelm Schlegel. Die Elegien erschienen erstmals 1914 ungekürzt in der Weimarer Ausgabe von Goethes Werken (Band 53).

## Inhalt
Das lyrische Ich beschreibt die Liebe zu einer Unbekannten („Faustina“), die ihm die Zeit zur Arbeit raubt und ihn die Nächte zum Tage machen lässt. Zunächst wird von der alltäglichen Arbeit des Autors in Rom berichtet, die ihn bildet und zugleich Freude bringt. In der ersten Elegie bleiben – vor der Begegnung mit der künftigen Geliebten – die Steine allerdings noch stumm, weil die Liebe fehlt. Bereits in der zweiten (konventionelle Zählung) Elegie jedoch heißt es „… die Liebste … ergötzt sich an ihm, dem freien, rüstigen Fremden…“. In der fünften Elegie verschmelzen erotisches Abenteuer und Bildungsreise: „… indem ich … die Hand leite die Hüften hinab … Dann versteh ich den Marmor erst recht: ich … sehe mit fühlendem Aug, fühle mit sehender Hand.“ In weiteren Gedichten preist er die Göttin der Gelegenheit (VI. Elegie), er preist Rom, in dem er sich so wohl fühlt (VII.), preist sich selbst glücklicher als Alexander und Caesar (X.). Berühmt ist die Formulierung der fünften Elegie, in der er im Liebesnest dichtet und der Geliebten „…des Hexameters Maß leise mit fingernder Hand Ihr auf den Rücken“ zählt. Andere Elegien sind schlicht situationsbezogene Gelegenheitsgedichte, so etwa, wenn er eine Vogelscheuche mit dem misstrauischen Onkel Faustinas verwechselt – die dann doch den „losesten Vogel“ vertreibt, „der ihm Gärtchen und Nichte bestiehlt“ (XVI.).
Die durchnummerierten „Römischen Elegien“ differieren stark in ihrer Länge. Sie sind wie ihre antiken Vorbilder in Distichen verfasst. So sendet er seine „geliebten Lieder“ auf die Reise in die Welt: „Dir, Hexameter, dir, Pentameter, sei es vertrauet, Wie sie des Tags mich erfreut, wie sie des Nachts mich beglückt.“

### Elegien

#### Vier erst 1914 veröffentlicht
Zwei Priapische
Das Werk wird eingerahmt von zwei priapischen Elegien. Goethe hat sich um die Jahreswende 1789/90 mit römischen Priapea befasst und einen Aufsatz an seinen Herzog Karl August … als dem Schutzherrn erotischer Feinschmeckerkost … verfasst.
I. (20) Prolog: Eher eine griechische Elegie über die nicht erfüllte männliche Erwartungshaltung und einen verzweifelt vorgetragenen päderastischen Ausweg.
XXIV. (22) Epilog: Bitte an den zuständigen Gott, die männliche Haltung auch im Alter für das Mädchen zu bewahren, … wenn es die Liebste gebeut, …
Zwei Unschickliche
III.  (32) Gesellschaftskritik: … Ekel bleibt mir Gezier und Putz, und hebet am Ende / Sich ein brokatener Rock nicht wie ein wollener auf? … … Uns ergötzen die Freuden des echten nacketen Amors / Und des geschaukelten Betts lieblicher knarrender Ton. … Das Aufheben des Rockes wurde damals als besonders unsittlich empfunden und hätte helle Empörung ausgelöst. Ebenso unsittlich ist der nackte Amor. Gänzliche Nacktheit war eine Provokation, und die realistische Darstellung, auch in der bildenden Kunst, nicht erlaubt. Nur Dirnen zeigten sich nackt, worauf sich die Kritik von Herder bezieht, Horen in  Huren umzubenennen.
XVII.  (46) Grausige Warnung vor Venerischen Krankheiten, die in damaliger Zeit nicht heilbar waren. Als Vermeidungsmittel soll ein Gebet an die Grazien helfen. …Doch welch ein feindlicher Gott hat uns im Zorne die neue / Ungeheure Geburt giftigen Schlammes gesandt? / Überall schleicht er sich ein, und in den lieblichsten Gärtchen / Lauert tückisch der Wurm, packt den Genießenden an. … … … Sicher ist nicht das Ehbett mehr, nicht sicher der Ehbruch; / Gatte, Gattin und Freund, eins ist im andern verletzt. … … Eins nur fleh ich im stillen, an euch ihr Grazien wend ich / Dieses heiße Gebet tief aus dem Busen herauf: / Schützet immer mein kleines, mein artiges Gärtchen, entfernet / Jegliches Übel von mir; reichet mir Amor die Hand, …

#### 20 veröffentlicht 1795
II. / 1. (14) Rom ist die Welt, aber ohne Liebe. … Doch bald ist es vorbei: dann wird ein einziger Tempel / Amors Tempel nur sein, der den Geweihten empfängt. …
IV. / 2. (28) Außerhalb des gesellschaftlichen Aufhebens und Geschwätz findet er sein Glück. … Nun entdeckt ihr mich nicht sobald in meinem Asyle, / Das mir Amor der Fürst, königlich schützend, verlieh. … … Mutter und Tochter erfreun sich ihres nordischen Gastes, / Und der Barbare beherrscht römischen Busen und Leib.
V. / 3. (18) Die Geliebte soll nicht bereuen, sich so schnell hingegeben zu haben, das war schon immer so. … In der heroischen Zeit, da Götter und Göttinnen liebten, / Folgte Begierde dem Blick, folgte Genuß der Begier. …
VI. / 4. (32) Gelegenheit macht Diebe: Der Fromme findet außerhalb der gehörigen Gesellschaft heimliche Verschwiegenheit. … Einst erschien sie auch mir, ein bräunliches Mädchen, die Haare / Fielen ihr dunkel und reich über die Stirne herab. … … Gab sie Umarmung und Kuß bald mir gelehrig zurück. / O wie war ich beglückt! 
VII. / 5. (20) Tagsüber
Studium der klassischen Literatur. Nachts belehrt ihn Amor, … indem ich des lieblichen Busens / Formen spähe, die Hand leite die Hüften hinab. … … Oftmals hab ich auch schon in ihren Armen gedichtet / Und des Hexameters Maß leise mit fingernder Hand / Ihr auf den Rücken gezählt. … … Amor schüret die Lamp’ indes und gedenket der Zeiten, / Da er den nämlichen Dienst seinen  Triumvirn getan.
VIII. / 6. (34)
Arme, junge Witwe mit Kleinkind erzählt unter Tränen einem „Ich“ von den Nachstellungen des römischen Klerus. Kardinal (Rotstrumpf) und Bischof (Violettstrumpf) hat sie gehasst. … Nie hat ein Geistlicher sich meiner Umarmung gefreut. …  Der Zuhörer selbst hat sie bei Mondschein im dunklen Prälatengewand besucht. Ihre neuen Kleider bezeugen den neidischen Nachbarn, dass die Witwe nicht mehr alleine ist. … Und wie saß ich beschämt, daß Reden feindlicher Menschen / Dieses liebliche Bild mir zu beflecken vermocht! …
IX. / 7. (26)
Wohlfühlen:: Aus dem dunklen Norden nach Rom gekommen … umleuchtet der Glanz des helleren Äthers die Stirne. … Götter spenden Seligkeit dem Sterblichen. … … Fortuna, sie auch! die herrlichsten Gaben / Teilt als ein Mädchen sie aus, wie es die Laune gebeut. …
X. / 8. (6)
Mobbing: Wenn du mir sagst, du habest als Kind, Geliebte, den Menschen / Nicht gefallen, und dich habe die Mutter verschmäht, … … ich glaub es. …
XI. / 9. (10)
Zufriedenheit: … Herbstlich leuchtet die Flamme vom ländlich geselligen Herde, … … Diesen Abend erfreut sie mich mehr, … … Kommt mein liebliches Mädchen … … Und die erwärmte Nacht wird uns ein glänzendes Fest.
XII. / 10. (6)
Carpe diem: … Freue dich also, Lebendger, der lieberwärmeten Stätte,  / Ehe den fliehenden Fuß schauerlich Lethe dir netzt.
XIII. / 11. (12)
Dichterisch träumerische Beschreibung des Pantheons mit allen Göttern und Grazien.
XIV. / 12. (34)
Verschlungene Darstellung des römischen Erntefestes … Kommt zur geheiligten Nacht! …  mit verborgenen Hinweisen auf das Mädchen. …  Sind zwei Liebende doch sich ein versammeltes Volk. … … verschlossene Kästchen, / Reich mit Ähren umkränzt, trugen hier Mädchen vorbei, … … Demeter, die große, / Sich gefällig einmal auch einem Helden bequemt, / Als sie Jason einst, dem rüstigen König der Kreter, / Ihres unsterblichen Leibs holdes Verborgne gegönnt. … … Jene buschige Myrte beschattet ein heiliges Plätzchen! / Unsre Zufriedenheit bringt keine Gefährde der Welt.
XV. / 13. (52)
Amor ist ein Betrüger, man kann ihm nicht trauen. Doch Aurora erweckt ihn an Amors ! … Altar wieder zum festlichen Tag. / Find ich die Fülle der Locken an meinem Busen! das Köpfchen / Ruhet und drücket den Arm, der sich dem Halse bequemt. / Welch ein freudig Erwachen, erhieltet ihr, ruhige Stunden, / Mir das Denkmal der Lust, die in den Schlaf uns gewiegt! — / Sie bewegt sich im Schlummer und sinkt auf die Breite des Lagers, / Weggewendet; und doch läßt sie mir Hand noch in Hand. / Herzliche Liebe verbindet uns stets und treues Verlangen, …
XVI. / 14. (6) Sehnsüchtig seinem Mädchen heimleuchten lassen.
XVIII. / 15. (52)
Er lobt das schöne Leben in Rom. In einer Osteria traf er seine Liebste begleitet vom wachsamen Oheim und ihrem Kleinkind. Auf einem Tisch verschüttete die Serviererin Wein und schrieb mit zierlichem Finger ihrer Namen und die Uhrzeit IV auf den Tisch. Schnell löschte sie die verräterischen Zeilen, als er sie gelesen hatte. Nun musste er lange bis zur verabredeten Stunde warten und wälzte Gedanken über Rom, seine Dichter, Gebäude und Geschichte. Er sehnt die verabredete Stunde herbei, die Uhr ging sehr langsam. … Glücklich! hör ich sie schon? Nein, doch ich höre schon Drei. … Spinne die Parze mir klug langsam den Faden herab, … … Denn ihr Stolzen, ihr gebt Amorn doch immer den Rang. 
XIX. / 16. (11)
Er verwechselt eine Scheuche mit dem misstrauischen Oheim und schleicht sich davon. … Nun, des Alten Wunsch ist erfüllt: den losesten Vogel / Scheucht’ er heute, der ihm Gärtchen und Nichte bestiehlt. …
XX. / 17. (8)
Hundegebell ist ihm verhasst, besonders des Nachbarhundes. … Denn er bellte mir einst mein Mädchen an, da sie sich heimlich / Zu mir stahl, und verriet unser Geheimnis beinah. …
XXI. / 18. (20)
In 10 Elegien wird Mädchen erwähnt, hier durch die treue Faustine personifiziert.
… Gar verdrießlich ist mir einsam das Lager zu Nacht. / Aber ganz abscheulich ists, auf dem Wege der Liebe / Schlangen zu fürchten, und Gift unter den Rosen der Lust, / Wenn im schönsten Moment der hin sich gebenden Freude / Deinem sinkenden Haupt lispelnde Sorge sich naht. / Darum macht Faustine mein Glück: sie teilet das Lager / Gern mit mir, und bewahrt Treue dem Treuen genau. … Lange, schwärmerische Beschreibung der Nacht mit Faustine.
XXII. / 19. (70)
Fama und Amor stehen stets im Streit. Ausführlich wird die Geschichte des dauerhaften Zwistes erzählt. Fama erforscht die Taten des Amor und verbreitet darüber Gerüchte. … Und so geht es auch mir: schon leid ich ein wenig; die Göttin, / Eifersüchtig, sie forscht meinem Geheimnisse nach. / Doch es ist ein altes Gesetz: ich schweig und verehre: / Denn der Könige Zwist büßten die Griechen wie ich.
XXIII. / 20. (32)
Das Geheimnis wird nur den Versen anvertraut und bleibt so den Bürgern verborgen: … Schwerer wird es nun mir, ein schönes Geheimnis zu wahren, / Ach, den Lippen entquillt Fülle des Herzens so leicht! … … Dir, Hexameter, dir, Pentameter, sei es vertrauet, / Wie sie des Tags mich erfreut, wie sie des Nachts mich beglückt. … … Und entdeckt den Quiriten, … / Eines glücklichen Paars schönes Geheimnis zuletzt.

## Interpretation
Die Römischen Elegien markieren einen Wendepunkt in Goethes eigenem Leben: sie sind ein sehr persönliches Zeugnis der Emanzipation des Dichters von der Enge der heimatlichen Verhältnisse. Angeregt von den Liebeselegien der antiken Dichter Catull, Ovid, Properz und Tibull griff er deren Gestaltung und Thematik auf. Die Nähe zur Antike zeigt sich nicht allein in den Kunstwerken Roms, sondern ebenso im Nachempfinden der antiken Haltung zur Liebe: „Eine Welt zwar bist du, o Rom; doch ohne die Liebe wäre die Welt nicht die Welt, wäre denn Rom auch nicht Rom.“
Goethe beschreibt seine eigene Situation und die Erfahrung, die er mit einer Römerin gemacht hat. In seinem Brief an Johann Peter Eckermann vom 9. Oktober 1828 drückte er es so aus: „Ja, ich kann sagen, daß ich nur in Rom empfunden habe, was eigentlich ein Mensch sei. Zu dieser Höhe, zu diesem Glück der Empfindung bin ich später nie wieder gekommen; ich bin, mit meinem Zustande in Rom verglichen, eigentlich nachher nie wieder froh geworden.“
Was für seine nach Rom reisenden Zeitgenossen ein simples erotisches Abenteuer geblieben wäre, wurde bei ihm zur anspruchsvollen literarischen Anregung. So verarbeitete er nach seiner Rückkehr nach Weimar und in die damaligen deutschen Verhältnisse sein eigenes kulturelles erotisches Rom-Erlebnis und verschmolz seine Erfahrungen des freien römischen Lebensstils mit seiner Auffassung von augusteischer Antike. Streng in der Form, doch in der Thematik ungebunden bilden die Römischen Elegien das Gegenstück zum Paradebeispiel klassizistischer Dichtung, der „Iphigenie auf Tauris“, die er in Italien fertiggestellt hatte.

## Reaktionen
Johann Gottfried Herder machte aufgrund der erotischen Freizügigkeit der Gedichte die projektive bissige Bemerkung, die „Horen“ müssten nun mit einem „u“ gedruckt werden.